# Misión de Observación Electoral
La Misión de Observación Electoral (MOE) es una plataforma de organizaciones de la sociedad civil colombiana que promueve el ejercicio de los derechos civiles y políticos de la ciudadanía. Es principalmente reconocida por su tarea de observación electoral y lucha contra el fraude electoral, pero también se enfoca en la vigilancia de la actividad legislativa del Congreso, el monitoreo técnico de procesos de profundización de la democracia y de construcción de paz. Actualmente es miembro de la Red Global de Monitores Electorales Nacionales (GNDEM; Inglés: Global Network of Domestic Election Monitors), y de la Red de Observación e Integridad Electoral - Acuerdo de Lima (RedOIE), organizaciones de control político y electoral a nivel internacional y latinoamericano, respectivamente.
La MOE fue fundada en el año 2006 por la activista política Alejandra Barrios, considerada en el año 2013 uno de los 20 mejores líderes de Colombia.